# 死の惑星
「死の惑星」（しのわくせい、原題: "Planet of the Dead"）は、イギリスのSFドラマ『ドクター・フー』の第4シリーズと第5シリーズの間に放送されたスペシャルシリーズの第2話。2009年4月11日にイースタースペシャルとして BBC One とBBC HD で同時放送された。

## 内容
本作でもデイヴィッド・テナントが10代目ドクター役を演じ、1回限りのコンパニオンであるレディ・クリスティーナ役でミシェル・ライアンが出演した。脚本はラッセル・T・デイヴィスとギャレス・ロバーツ（英語版）が担当し、エピソードの共同執筆は2005年に新シリーズが始動して初めての事であった。また、本作は『ドクター・フー』の第200番目のストーリーでもある。
本作では博物館で盗みを働いた泥棒クリスティーナが警察から逃れるためにバスに乗ったところ、ドクターと乗り合わせ、バスは偶然ロンドンから惑星サン・ヘリオスへワームホールを通って到達してしまい、2人とバスの乗客たちは損傷したバスに取り残される。地球へ戻ろうとした運転手が死亡した後、エリザベス・マガンボ大尉（演:ノーマ・ドゥメズウェニ）と科学アドバイザーのマルコム・テイラー（演:リー・エヴァンス）率いるUNITはバスを地球へ戻そうとする。同時にUNITは、サン・ヘリオスを砂の惑星に変貌させる元凶となった、金属の外骨格に覆われたエイ型地球外生物の脅威からの地球防衛に動く。この物語の終盤、乗客の一人がドクターに「彼は四回ノックする」と警告を発し、残りの3エピソードの伏線として視聴者に仄めかした。
本作は全編HDTV(1080i)方式によるハイビジョンで撮影された最初の作品である。砂漠のシーンが可能な限りリアルに見えるよう、製作チームは1980年の2階建のブリストルVRバスを含め小道具や大道具を送って3日間アラブ首長国連邦のドバイで撮影を行った 。貨物船で輸送中にバスが著しく破損するというアクシデントに見舞われるが、デイヴィスは脚本を書き直し、劇中で説明した。
Appreciation Index は88を記録した。

## あらすじ
美術館から財宝を盗んだレディ・クリティーナ・デ・ズーサが、ロンドンでドクターの乗ったバスに乗り合わせる。ドクターは不可解なワームホールを探していたのだが、バスが突然、ワームホールの中へと突っ込み、彼らは、異次元へと一面砂漠の星、裁くサン・ヘリオスへとたどり着いてしまう。ドクターとクリスティーナは他の乗客と共にこの星から脱出しようとするが、そんな彼らの前に、ハエ型宇宙人のトライトヴォールが現われ、2人は捕まってしまう…。

## キャスト
主人公のドクター及びコンパニオンは太文字で表示。
- 10代目ドクター - デヴィッド・テナント
- レディ・クリスティーナ・デ・スーザ - ミシェル・ライアン
- マルコム・テイラー - リー・エヴァンス
- エリサ・マカンボ大尉 -  ノーマ・ドゥメズウェニ
- マクミラン警部補 - アダム・ジェームズ
- デニソン巡査部長 - グレン・ドハティ
- アンジェラ・ウィテカー - ヴィクトリア・アルコック
- ネイサン - デヴィット・エームズ
- カルメン - エレン・トーマス
- ルー - レジナルド・トゥシボエ
- バークレー - ダニエル・カルーヤ
- バスの運転手 - キース・パリー
- イアン・ジェンナー巡査部長 - ジェームズ・レイトン
- ソーヴィン - ポール・ケイシー
- プレイガット - ルアリ・ミアーズ

## 製作

### 脚本とキャスティング

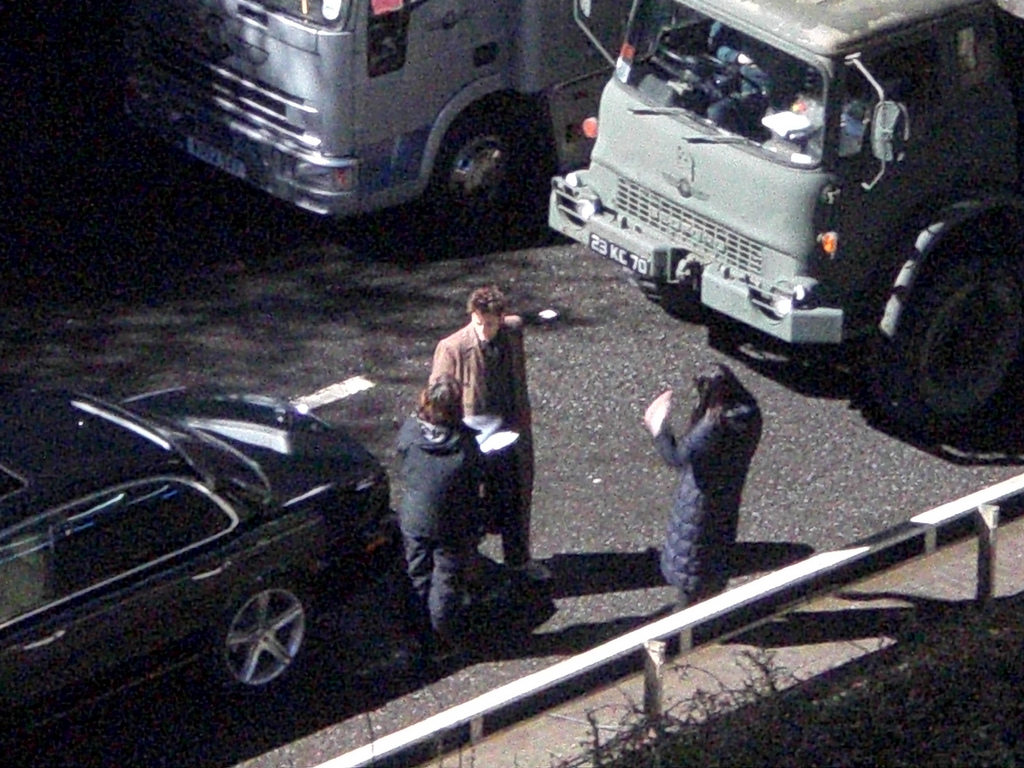
2009年1月28日にビュートタウンのクイーンズ・ゲート・トンネルで撮影前に脚本を読んでいるライアンとテナント

ラッセル・T・デイヴィスがギャレス・ロバーツと本作を共同執筆し、これが2005年に番組が復活して初めてクレジットされた脚本協力となった。ロバーツはこれまで偽史物語だけを執筆していたが、「死の惑星」は今回で普段と違う新しい試みを始め、彼の文学のキャリアと10代の想像力に由来するSFの要素からなる脚本を執筆した。本作には「言葉の魔術師」のウィリアム・シェイクスピアや魔女、「アガサ・クリスティ失踪の謎」の殺人ミステリーといった明確なコンセプトがなく、その代わりに "共通項のない数多くの要素のある、コンセプトのぶつかり合い" があった。ロバーツはそれぞれの要素が彼らの意図したように正確かつ明示的であるように注意を払ったと説明し、Arc of Infinity（1983年）をそのようなコントールが強いられなかった例として挙げた。本作は明確な敵対者がいないというデイヴィスの脚本の一般的な特徴を捉えている。トライトヴォールは結局ドクターに同情的であり、エイは彼らの生物学的な本能に従っているだけである。
クリスマススペシャルと違い、イースターというテーマは物語中で協調されていない。本作は危険な卵の爆弾でいっぱいのバスケットを運ぶロボットのバニーを登場させるのではなく、イースターへわずかな言及をしたのみである。本作のトーンは楽し気 ("joyous") であり、これは「ポンペイ最後の日」以降の全エピソードがほろ苦い性質であったことに気付いたデイヴィスが、テーマの繰り返しを避けることを願ったことによる。本作の始点はロバーツの最初の小説 The Highest Science である。デイヴィスは砂漠の惑星上の電車というイメージを気に入り、電車をバスに書き換えた。ただしデイヴィスはほとんど関係のない要素が常に構想・追加されているため、小説の映像化ではないと主張した。

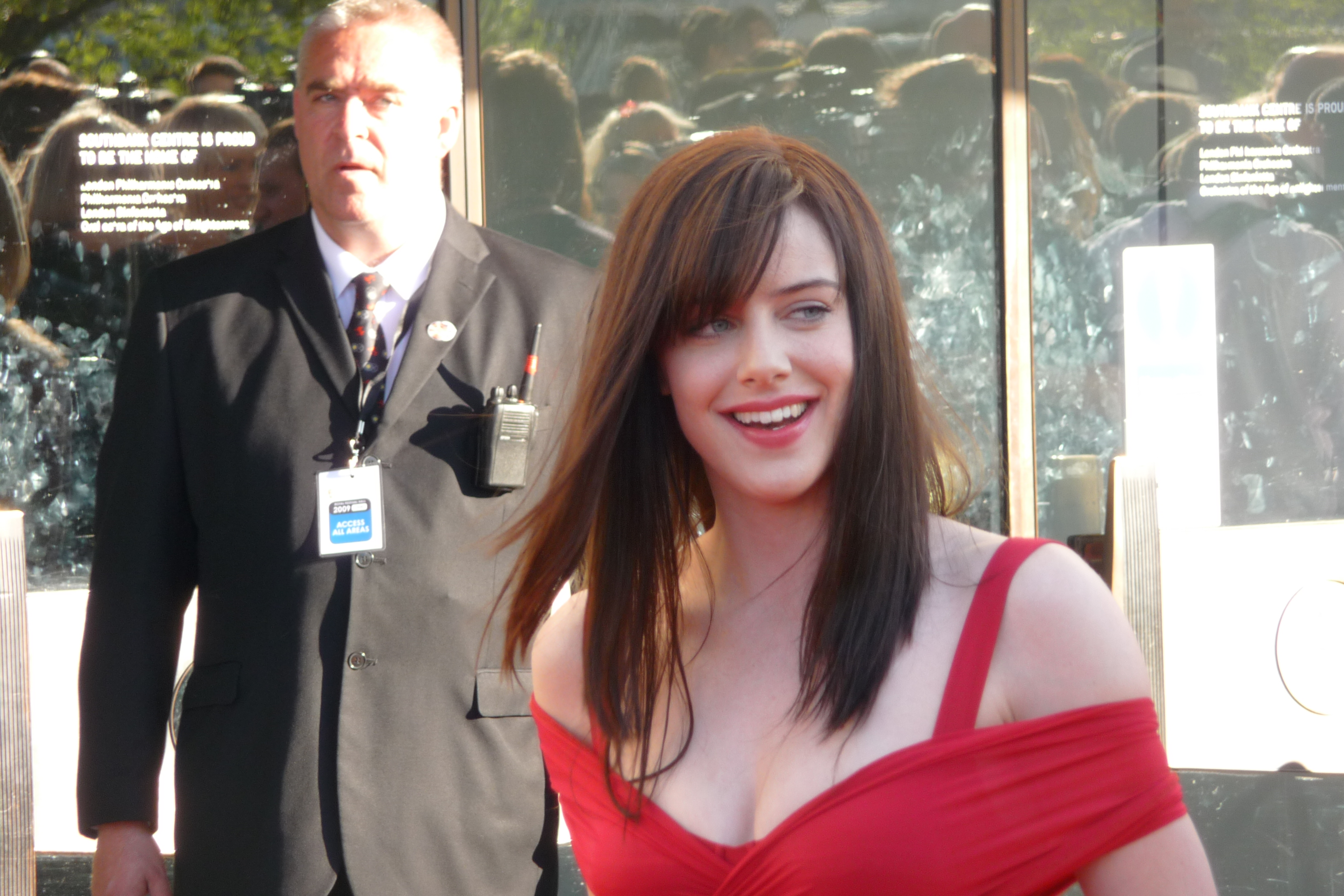
クリスティーナ役を演じたミシェル・ライアン

レディ・クリスティーナ役のミシェル・ライアンのキャスティングは2009年1月23日にBBCが確定させ、『イーストエンダーズ』や『ジキル』、『BIONIC WOMAN バイオニック･ウーマン』、『魔術師 MERLIN』での比較的知名度の高い役での出演にメディアの注目が集まった。ライアンは自身が『ドクター・フー』の大ファンであり、デイヴィッド・テナントや『ドクター・フー』のチームに加わることに非常に興奮していると述べた。デイヴィスは「ミシェルはこの国で最も必要とされる若手俳優の一人だ」「彼女がチームに加わるというアナウンスに喜んだ」とコメントした。ライアンはキャスティングについて真の名誉と表現し、キャラクターが大好きだとコメントした。
ライアンは将来の11代目ドクター（演:マット・スミス）の常任コンパニオンになると噂され、「死の惑星」への出演と、将来のエグゼクティブ・プロデューサーのスティーヴン・モファットの作品（『ジキル』）への出演が結び付けられ、第5シリーズで『ドクター・フー』に復帰して11代目ドクターのコンパニオンになるという推測が刺激された。ライアンは2006年に番組を降板したビリー・パイパー演じるローズ・タイラーの代わりの役のオーディションを受けて落選したという報じられていたが、ライアンは後にこれを虚偽であると主張した。
ライアンはレディ・クリスティーナについてBBCニュースによるインタビューを受けた。ライアンは同僚とセットの "家族の雰囲気" を称賛し、『ドクター・フー』を本当に特別なことと表現した。2009年4月9日にライアンは BBCラジオ2 の Steve Wright in the AfternoonとITV2の The Justin Lee Collins Show にゲスト出演して「死の惑星」を宣伝した。The Justin Lee Collins Show で本作の予告編を流した後、ライアンはドバイとカーディフでの撮影で素晴らしい時間を過ごしたと述べた。
ライアンのキャラクターであるレディ・クリスティーナはスリルを好む泥棒である。クリスティーナは典型的な『ドクター・フー』のコンパニオンで、デイヴィスは新シリーズのコンパニオンであるローズ・タイラーよりもクラシックシリーズのタイムレディのロマーナと対比することを選んだ。ロバーツは彼女をブーツを履いた極めて知的な上流階級の魅力的かつ適任の女性冒険家と表現し、彼女もドクターも遺産を放棄したため関連しうるとした。本作の監督ジェームズ・ストロングは、第4シリーズのドナ・ノーブル（演:キャサリン・テイト）によるプラトニックなコンパニオンシップよりも、クリスティーナは恋愛に基づいた伝統的なコンパニオンシップを元に戻したユニークなコンパニオンであるとした。
コメディアンのリー・エヴァンスは前任者たるドクターを熱愛するUNITの科学者マルコム・テイラー教授を演じる。デイヴィスはエヴァンスのキャラクターを作り、以前「運命の左折」に登場したノーマ・ドゥメズウェニのキャラクターであるエリザ・マガンボ大尉の引き立て役とした。ロバーツは本作を執筆した後、エヴァンスのキャラクターが意図せずしてドクターを愛する『ドクター・フー』のファンの風刺になってしまったと指摘した。
本作は複数の作品に影響を受けている。デイヴィスは「死の惑星」を、壮大な冒険と少しのインディアナ・ジョーンズ、少しの小説 The Flight of the Phoenix、少しの『ピッチブラック』と表現し、ドクターとクリスティーナの関係は「ウィットに富んでいて洗練されていて、一緒にいて、彼らの人生のために走っている」と評価されるケーリー・グラントとオードリー・ヘプバーンが出演した『シャレード』や『トプカピ』といった1960年代の映画に影響されていると述べ、トライトヴォールは『ハエ男の恐怖』といった1950年代や1970年代のB級SF映画と、ジュドゥーンのように視聴者から地球の動物と判断できる異星人を登場させるというデイヴィスの癖に影響されたとした。カーメンの警告は第4シリーズのエピソード「囚われの歌」でウードがドクターとドナに発した警告の記憶を呼び起こした。テナントは予言について「カードにマークがついた」と説明し、残る3エピソードはよりダークなものとなり、「死の惑星」はドクターにとって楽しい最後のエピソードだとした。また、予言の主題は明確な答えでないとも説明した。

### 撮影
4作のスペシャルのプリプロダクションは、ドバイでの撮影で説明の時間がさらに要されたため、スケジュールから4日遅れた2008年11月20日に始まった。2週間後、製作チームはスペシャルのレッキの段階にあり、脚本の最終原稿が完成した。製作チームは風景をリアルに感じてもらいたいという思いと、冬のウェールズのビーチでは撮影できないとの考えのため、エピソードの撮影のために海外ロケ地を検討した。モロッコやチュニジアといった国が検討された結果、ドバイの方が映画業界にとって友好的であることと、他のロケ地に比べて都市部に近いという理由から、製作チームはドバイで撮影することを決定した。
製作は1月19日にウェールズで開始された。本作はHDTV(1080i)で撮影された『ドクター・フー』の最初のエピソードである。今作に至るまでHDTVによる制作は、主に2つの理由で実現されなかった。1つは新シリーズがスタートした2005年当時、HD放送は視聴者にあまり普及していなかったこと。もう1つは特殊効果の予算の都合上、SDTVで製作するよりもHDTVで制作する方がコストがかかることであった。シーズン5への充電期間である2009年に放送スケジュールが減り、ドクター・フーのスピンオフ作品である『秘密情報部トーチウッド』で製作陣が撮影機材に慣れたことで、予算にも後押され、今作からHDTV制作へと移行された。
撮影はカーディフ国立博物館で始まり、エピソードの冒頭シーンで描写された歴史博物館を兼ねた。バスが空間移動したビュートタウンを走るA4232道路のトンネルであるクイーン・ゲート・トンネルは撮影を調整するため4日間封鎖された。ウェールズでの最後の主要な撮影はニューポートのアルファスティール製鉄所で行われ、ほぼ改装されないままトライトヴォールの宇宙船に使用された。ロンドンのオックスフォード通りでのシーンはカーディフのセント・マリー通りで撮影された。撮影は2009年2月のイギリスとアイルランドの大雪のピーク時に行われたが、氷点下の気温ゆえに撮影のペースは落ち、キャストも目に見える影響を受けた。この逆境に合わせ、デイヴィスはトライトヴォールの宇宙船が外気温の上昇時に冷却されるという台詞を脚本に加えた。
ドバイでの撮影は2009年2月半ばに行われた。2週間前に撮影のため購入した1980年の2階建バスは、2台のうち1台がドバイの港でクレーンから落下して重大な損傷を受けた。製作チームによる緊急会議の後、彼らは損傷が意図せず芸術的なものであることを認め、エピソード中に破損したバスを登場させることに同意した。カーディフからスペアのバスを輸送することは既に慌ただしい撮影スケジュールをさらに遅らせることが予想されたため、製作チームはドバイでバスを部分的に組み立て直し、ドバイのバスに合うようカーディフのスペアのバスを損壊させ、脚本の一部を書き直してバスの損傷を調整・言及することを決定した。
損傷したバスはドバイでの撮影で問題であっただけではない。3日間のうち最初の日は砂嵐に襲われ、撮影した映像のほぼ全てが使用不能になった。その後製作チームは3日間の撮影を2日で完了するのに苦戦し、最終日は映画『アラビアのロレンス』の撮影になぞらえられた。本作の撮影を完了するため、バス車内のシーンはウェールズのスタジオで撮影された。360°の背景画像を使っていたことを隠すため、ストロングは窓を汚す、レンズフレアを使うといった、大抵は避けられる技術を採用した。レンズフレアは視聴者に温かみのある環境を作るためにも使用された。撮影が終わった後、放送2日前まで編集とポストプロダクションが行われ、BBCはエピソードを売るために未完成のコピーの使用に頼らざるを得なかった。

### 第200話
「死の惑星」は『ドクター・フー』の第200話として宣伝された。脚本家のラッセル・T・デイヴィスは、ファンが未完の Shada や1シーズン分の長さの44部作 en:The Trial of a Time Lord、新シリーズの「ユートピア」「鳴り響くドラム」「ラスト・オブ・タイムロード」からなる第3シリーズのフィナーレをファンがどうカウントするかに基づき、この指定が恣意的かつ議論の余地のあるものであることを認めた。デイヴィスは個人的に The Trial of a Time Lord を4作として考えているため1作にカウントすることに反対しており、「ユートピア」を続く2エピソードと同じグループ分けとしたが、自身の見解を他よりも優先されることのない1つの意見に過ぎないとした。ギャレス・ロバーツは第200話であることにちなんだ言及をエピソードに挿入し、デイヴィスはそのように宣伝するように番組の後方チームへメールした。Doctor Who Magazine の編集者トム・スピルスバリーは407号でその論争を認めた上、全200話の読者調査を行った。

## 放送と反応
当夜の視聴者数は841万人、番組視聴占拠率は39.6%と見積られた。BBC HD ではさらに18万4000人が視聴し、当時のそのチャンネルでは最も高い数字であった。本放送の Appreciation Indexは 88を記録した。2日後の BBC One での再放送は当夜の視聴者数が180万人に上った。本作は4月11日に放送された番組の中では『ブリテンズ・ゴッド・タレント』の新シリーズ第1話に次いで多く視聴された。本放送の視聴者数の最終数値は BBC One で954万人、BBC HD で20万人に達し、BBC HD ではその週で5番目に多く視聴され、放送時では最高記録であった。翌週の再放送と BBC iPlayer での視聴を含めると、視聴者数はトータルで1389万人を記録した。
本作は批評家から平均的なレビューを受けた。SFブログ Den of Geek のサイモン・ブリューは本作が野心的で予測可能なものになっているがそれでもかなり面白いと述べた。彼はレビューの初めに、エピソードが実際にドバイで撮影されているにも拘わらず砂漠に閉じ込められたバスが本当に偽物に見えたという彼の妻からの異議に言及した後、砂漠に取り残された人々というコンセプトには高評価して「それなりによくできている」と結論した。ブリューはミシェル・ライアンの演技も肯定的に評価しており、彼女の演技を『イーストエンダーズ』のゾーイ・スレイターの役よりも Bionic Woman の役と比較しになぞらえ、マルコム・テイラー役リー・エヴァンスの演技については、台詞ゆえに彼を本作のハイライトと呼んだ。彼は「死の惑星」をまあまあ十分であると言い、彼にとっては本当に固まってはいなかったと考えた。しかし全体的に面白かったと述べ、彼はカーマンの予言の結果として残る3本のスペシャルに期待を寄せてレビューを締め括った。
io9のチャーリー・ジェーン・アンダースは「死の惑星」が大好きだと述べ、本作がラッセル・T・デイヴィスの標準的な脚本であるとした。彼女は以前に楽しんだエピソード「闇の覚醒」と「ミッドナイト」に本作をなぞらえた。ただし、彼女は本作の3つの側面を批判した。1つはレディ・クリスティーナで、ラッセル・T・デイヴィスの作った「ヒロインの中で唯一本当に怒りでいっぱいになってしまうような」キャラクターであり、画面外で殺されないだろうかと期待していたと語った。2つ目はワームホールを閉じることに対するマルコムの消極的な態度、3つ目は地球に流れ込んだエイが3匹だけであったことの不自然さであった。彼女は本作が怪物のクールなセットの備わった、かなりしっかりとしたエピソードだったと語った。
Webサイトのデジタル・スパイのベン・ローソン・ジョーンズは本作に星5つのうち2つ星を付けた。彼はラッセル・T・デイヴィスの時代のかなめとなっている、心を奪われるようなドラマと説得力のあるキャラクター設定が欠けていると感じ、大きなチョコレートのイースターエッグのように空洞と評した。彼の主な批判はライアンのキャラクターに対するものであった。クリスティーナとドクターの恋愛的な緊張については強いられているように感じられると表現し、ライアンには全く説得力がなかったと主張した。逆に、彼はストロングの監督とUNITのサブプロットを高評価した。特に彼はエヴァンスの演技を高く評価して「マルコムが測定単位に自分の名前をつけるという事実はインスピレーションに満ちていて滑稽だ」と指摘した。彼は本作のついて1時間の大部分に命がないと表現し、カーメンの予知に由来する曖昧な存在が早く登場することに期待してレビューを終えた。
IGNのオーランド・パーフィットは本作に10点満点で7.1点 (good) を与えた。パーフィットはクライマックスまで『ドクター・フー』で一般的に見られる興奮のレベルに達しなかった本作を単純な物語と呼び、代わりに、物語の大部分は砂漠に立っているテナントとライアンで占められ、彼らの状況がどのように悲惨か宣言する間に、いちゃついた冗談を交換していると記述した。彼は、トライトヴォールやテイラーが銃を突きつけられてワームホールを閉じるよう命令されるといった、バスが惑星サン・ヘリオスにある場面での一部の脚本を批判し、脚本に不自然にねじ込まれているようであると主張した。ライアンとエヴァンスについて彼は称賛した。クリスティーナは恥知らずなララ・クロフトの模造品であると思ったものの、彼はキャラクターが「ドクターのセクシーで賢明な相手であることを証明している」と述べた。また、好きか嫌いかに意見が二分されるエヴァンスのコメディとは別にして、エヴァンスの演技はドゥメズウェニの演技と共に紛れもなく素晴らしいコミカルな演技だったとハイライトされた。彼のレビューの最後の段落はクライマックスに焦点を当てたもので、彼は「以前には緊張感のないプロットを補うだけのクラッカー」だと考えた。エピソード全体としては「火星の水」の放送前にファンを楽しませるのに十分な楽しい瞬間を持っていると述べた。
「死の惑星」はヒューゴー賞映像部門短編部門にノミネートされたが、受賞は次話「火星の水」に譲った。

### 国際的な放送
本作はカナダでは2009年6月にスペースで、アメリカ合衆国では2009年 6月26日にBBCアメリカで放送された。
日本では放送されていないが、他の2008年から2010年のスペシャルと共に2014年8月4日からHuluで配信が開始された。